# Structure départementale des votes à l'élection présidentielle française de 1988
 (décembre 2018).
Si vous disposez d'ouvrages ou d'articles de référence ou si vous connaissez des sites web de qualité traitant du thème abordé ici, merci de compléter l'article en donnant les références utiles à sa vérifiabilité et en les liant à la section « Notes et références ».

Résultat du second tour par département :
François Mitterrand (plus de 60 %)
François Mitterrand (entre 55 et 60 %)
François Mitterrand (entre 50 et 55 %)
Jacques Chirac (plus de 50 %)

Les 10 départements métropolitains ayant le plus voté Jacques Chirac au 2d tour de la présidentielle 1988 :
| N° | Département     | %     |
| -- | --------------- | ----- |
| 06 | Alpes-Maritimes | 59,05 |
| 2A | Corse-du-Sud    | 57,43 |
| 48 | Lozère          | 56,94 |
| 83 | Var             | 56,33 |
| 74 | Haute-Savoie    | 56,32 |
| 75 | Paris           | 54,68 |
| 15 | Cantal          | 54,29 |
| 85 | Vendée          | 53,94 |
| 78 | Yvelines        | 53,12 |
| 53 | Mayenne         | 51,77 |

Les 10 départements métropolitains ayant le plus voté François Mitterrand au 2d tour de la présidentielle 1988 :
| N° | Département       | %     |
| -- | ----------------- | ----- |
| 62 | Pas-de-Calais     | 64,67 |
| 58 | Nièvre            | 63,96 |
| 09 | Ariège            | 63,93 |
| 87 | Haute-Vienne      | 62,00 |
| 02 | Aisne             | 61,63 |
| 11 | Aude              | 61,23 |
| 93 | Seine-Saint-Denis | 60,91 |
| 76 | Seine-Maritime    | 60,66 |
| 59 | Nord              | 60,52 |
| 80 | Somme             | 60,05 |

- Les dix départements métropolitains dont le vote est le plus proche de la moyenne nationale au 2d tour de la présidentielle de 1988.

| N° | Département       | % Mitterrand | Points d'écart |
| -- | ----------------- | ------------ | -------------- |
| 47 | Lot-et-Garonne    | 54,02        | +0,03          |
| 51 | Marne             | 53,87        | -0,11          |
| 28 | Eure-et-Loir      | 53,78        | -0,20          |
| 35 | Ille-et-Vilaine   | 54,22        | +0,23          |
| 55 | Meuse             | 53,72        | -0,26          |
| 79 | Deux-Sèvres       | 53,67        | -0,32          |
| 30 | Gard              | 54,34        | +0,36          |
| 39 | Jura              | 54,39        | +0,41          |
| 17 | Charente-Maritime | 54,40        | +0,42          |
| 29 | Finistère         | 54,41        | +0,43          |

## Évolution des structures départementales des votes entre les seconds tours des présidentielles 1974 et 1988
Les dix départements métropolitains ayant le plus évolué vers la droite entre 1974 et 1988
On y retrouve la plupart des départements continentaux qui bordent la mer Méditerranée, de nombreux retraités s'y étant installés, et la Corrèze, fief historique de Jacques Chirac.
| N° | Département         | % Giscard d'Estaing 1974 | % Chirac 1988 | Points d'écart |
| -- | ------------------- | ------------------------ | ------------- | -------------- |
| 83 | Var                 | 49,42                    | 56,33         | 6,92           |
| 13 | Bouches-du-Rhône    | 43,64                    | 49,52         | 5,88           |
| 06 | Alpes-Maritimes     | 53,65                    | 59,05         | 5,38           |
| 19 | Corrèze             | 44,43                    | 49,14         | 4,68           |
| 2A | Corse-du-Sud        | 53,15                    | 57,43         | 4,27           |
| 66 | Pyrénées-Orientales | 43,35                    | 47,38         | 4,04           |
| 84 | Vaucluse            | 45,93                    | 49,66         | 3,73           |
| 30 | Gard                | 44,00                    | 45,66         | 1,66           |
| 34 | Hérault             | 45,22                    | 46,68         | 1,47           |
| 47 | Lot-et-Garonne      | 44,98                    | 45,98         | 1,01           |

Les dix départements métropolitains ayant le plus évolué vers la gauche entre 1974 et 1988
Ils sont tous situés dans le Grand ouest ou en Alsace. Cette évolution spectaculaire peut s'expliquer par
- une régression de la pratique religieuse : auparavant les catholiques pratiquants, très présents dans ces régions, répugnaient à voter à gauche. IFOP Éléments d’analyse géographique de l’implantation des religions en France

- et par la disparition de la peur très vivace dans ces régions, de la gauche socialo-communiste qu'on a enfin pu voir à l'œuvre.

| N° | département      | % Mitterrand 1974 | % Mitterrand 1988 | Points d'écart |
| -- | ---------------- | ----------------- | ----------------- | -------------- |
| 35 | Ille-et-Vilaine  | 38,22             | 54,22             | 16,00          |
| 68 | Haut-Rhin        | 34,23             | 50,15             | 15,92          |
| 67 | Bas-Rhin         | 32,97             | 48,39             | 15,42          |
| 53 | Mayenne          | 33,02             | 48,23             | 15,21          |
| 56 | Morbihan         | 37,83             | 52,99             | 15,16          |
| 50 | Manche           | 34,58             | 49,30             | 14,72          |
| 85 | Vendée           | 33,06             | 46,06             | 13,00          |
| 29 | Finistère        | 41,80             | 54,41             | 13,41          |
| 49 | Maine-et-Loire   | 36,76             | 48,98             | 12,22          |
| 44 | Loire-Atlantique | 43,03             | 54,77             | 11,74          |